# 2019년 코파 아메리카 선수 명단
이 문서에서는 2019년 코파 아메리카에 참여한 선수 명단을 정리한다. 초청국은 ‘*’로 표시한다.